# La Verge i el Nen amb la corona d'espines i tres claus
La Verge i el Nen amb la corona d'espines i tres claus és una pintura de Sandro Botticelli pintada amb tremp i or sobre taula conservada al Museu Soumaya de Ciutat de Mèxic. La Verge, com és habitual en les pintures de Botticelli, porta un vestit vermell i les línies del mantell blau dibuixen una silueta delicada al voltant del cap i les espatlles. El nen, envoltat per les mans de la seva mare, es cobreix amb un drap de colors blaus i daurats. Va ser adquirida en una subhasta d'una col·lecció particular l'any 2014 i és ser la primera obra de Botticelli en una col·lecció d'art llatinoamericana.